# Hurricane Festival
Het Hurricane Festival, of kortweg Hurricane, is een sinds 1997 georganiseerd festival op de motorracebaan van Scheeßel,  Duitsland, ongeveer halverwege Hamburg en Bremen. Het Festival trekt meer dan 70.000 bezoekers en is een van de grootste muziekfestivals in Duitsland. De evenementen van 1973 en 1977 vormen de voorgeschiedenis van dit Festival. 
Het Southside vindt plaats tijdens dezelfde drie dagen in het zuiden van Duitsland (in tegenstelling tot Hurricane, dat in het noorden plaatsvindt). Samen zijn ze een tweelingfestival, aangezien ze op dezelfde dagen zijn en over het algemeen dezelfde lineup hebben, met een slechts een paar uitzonderingen.
De festivals vinden plaats op het laatste weekend van juni en wordt georganiseerd door FKP Scorpio Konzertproduktionen GmbH und KoKo Konstanz GmbH. De bands die op het festival optreden komen uit de Rock, Alternative en Pop hoek. Het festival is een combinatie van gelande bands en nieuwe opkomend talent.

## Lineups uit het verleden
(lineups verschillen op plaatsen van die van Southside)
| Year | Acts |
| ---- | --- |
| 1973 | Argent, Buddy Miles, Chicago, Chuck Berry, East of Eden, Epitaph, Ian Carr met Nucleus, Osibisa, Karthago, Lou Reed, Manfred Mann's Earth Band, Odin, Bronco, Richie Havens, Soft Machine, Ten Years After, Vinegar Joe, Wishbone Ash |
| 1997 | 16 Horsepower, 311, Ani DiFranco, Armageddon Dildos, Bad Religion, Chumbawamba, Cucumber Men, Daft Punk, Deine Lakaien, Element of Crime, Fischmob, Hip Young Things, INXS, L7, Lamb, Lecker Fischbrät, The Levellers, Manbreak, Mansun, Neneh Cherry, Peter Bruntnell, Phish, Primus, Rammstein, Rekord, Sharon Stoned, Sheryl Crow, Son Volt, The Cardigans, The Inchtabokatables, The Jinxs, The Lightning Seeds, The Men They Couldn't Hang, Thumb, Tiamat, Weltempfänger |
| 1998 | Alaska feat. Bobo, Apocalyptica, Asian Dub Foundation, Beastie Boys, Bell, Book & Candle, Björk, Chumbawamba, Dave Matthews Band, Del Amitri, Die Sterne, Garbage, Guano Apes, Hazeldine, Heather Nova, Iggy Pop, Madonna Hip Hop Massaker, Matchbox Twenty, Megaherz, Money Mark, Oomph!, Oysterband, Pop Tarts, Pulp, Rancid, Readymade, Sonic Youth, Such A Surge, The Bates, The Mighty Mighty Bosstones, The Notwist, Tito & Tarantula, Tocotronic, Torn!, trieb, Two, Vivid, Ween, Widespread Panic |
| 1999 | Blumfeld, Blur, Built to Spill, Bush, Calexico, Catatonia, dEUS, Die Fantastischen Vier, Eat No Fish, Everlast, Faithless, Guano Apes, HIM, Hole, Ich-Zwerg, Kashmir, Liquido, Live, Marilyn Manson, Massive Attack, Miles, Molotov, Motorpsycho, Muse |
| 2000 | A, Ani DiFranco, Blind Passengers, Bomfunk MC's, Bush, Die Firma, Eat No Fish, Element of Crime, Emiliana Torrini, Fink, FM Einheit feat. Gry, Fu Manchu, Gentleman, Giant Sand, Gomez, Groove Armada, HIM, Laika, Live, Lotte Ohm, Macy Gray, Madrugada, Missing Link, Moby, Nine Inch Nails, Project Pitchfork, Rico, Rollins Band, Sandy Dillon, Skunk Anansie, Station 17, Surrogat, The Cranberries, The Tea Party, Therapy?, Tonic, Uncle Ho |
| 2001 | Fünf Sterne deluxe, American Hi-Fi, Ash, Backyard Babies, Blackmail, Blumfeld, Deftones, Die Toten Hosen, Donots, Faithless, Fantômas, Fink, Goldfinger, Grand Theft Audio, H-Blockx, Iggy Pop, Incubus, Jan Delay und die Sam Ragga Band, Jimmy Eat World, JJ72, Krezip, K's Choice, Last Days of April, Nashville Pussy, OPM, Paradise Lost, Phoenix, Placebo, Queens of the Stone Age, Stereo MC's, Superpunk, The Hellacopters, The Hives, The Offspring, The Weakerthans, Thomas D, Tool, Weezer, Wheatus |
| 2002 | ...And You Will Know Us by the Trail of Dead, 4Lyn, A, Beatsteaks, Black Rebel Motorcycle Club, Die Happy, Die Ärzte, Dover, Emil Bulls, Fettes Brot, Garbage, Gluecifer, Heyday, Jasmin Tabatabai, Kane, Lambretta, Less Than Jake, Lostprophets, Madrugada, Mercury Rev, Nelly Furtado, New Order, No Doubt, Queens of the Stone Age, Readymade, Red Hot Chili Peppers, Rival Schools, Simple Plan, Soulfly, Sportfreunde Stiller, Such A Surge, Television, The (International) Noise Conspiracy, The Breeders, The Flaming Sideburns, The Notwist, The Promise Ring, Tocotronic, Zornik |
| 2003 | 22-20s, Anouk, Apocalyptica, Asian Dub Foundation, Beth Gibbons and Rustin Man, Björk, Blackmail, Brendan Benson, Cellophane Suckers, Coldplay, Console, Counting Crows, Danko Jones, Fu Manchu, Goldfrapp, Good Charlotte, Grandaddy, Guano Apes, GusGus, International Pony, Interpol, Kettcar, Massive Attack, Millencolin, Moloko, Nada Surf, NOFX, Patrice, Pinkostar, Radiohead, Röyksopp, Seeed, Sigur Rós with Amina, Skin, Slut, Starsailor, Supergrass, The Datsuns, The Hellacopters, The Mighty Mighty Bosstones, The Roots, The Sounds, Therapy?, Tocotronic, Turbonegro, Underwater Circus, Underworld, Union Youth, Venus Hum |
| 2004 | Fünf Sterne deluxe, Air, Amplifier, Anti-Flag, Ash, Backyard Babies, Beatsteaks, Beginner, Billy Talent, Black Rebel Motorcycle Club, Breed 77, Bright Eyes, Colour of Fire, Cypress Hill, Danko Jones, David Bowie, Die Fantastischen Vier, Die Happy, Donots, Dropkick Murphys, Fireball Ministry, Franz Ferdinand, Gentleman & the Far East Band, Gluecifer, Graham Coxon, I Am Kloot, Ill Niño, Life of Agony, Mando Diao, Mclusky, Modest Mouse, Mogwai, Monster Magnet, Pixies, PJ Harvey, Placebo, Sam Bettens, Snow Patrol, Sportfreunde Stiller, The (International) Noise Conspiracy, The Bones, The Cure, The Hives, Tiger Beat, Tomte, Wilco, Within Temptation |
| 2005 | 3 Doors Down, ...And You Will Know Us by the Trail of Dead, Ashton!, Audioslave, Beatsteaks, Beck, Boysetsfire, Brendan Benson, Broken Social Scene, Die Ärzte, Dinosaur Jr., Eagles of Death Metal, Fantômas, Feist, Flogging Molly, Ken, Kettcar, La Vela Puerca, Madrugada, Madsen, Millencolin, Moneybrother, New Order, Nine Inch Nails, Oasis, Olli Schulz, Phoenix, Queens of the Stone Age, Rammstein, Sam Bettens, Ska-P, Slut, System Of A Down, Team Sleep, The Dresden Dolls, The Eighties Matchbox B-Line Disaster, The Stands, Turbonegro, Underøath (ausgefallen), Wir sind Helden |
| 2006 | Adam Green, Apocalyptica, Archive, Arctic Monkeys, Backyard Babies, Ben Harper & the Innocent Criminals, Billy Talent, Blackmail, Boozed, Collective Soul, Death Cab for Cutie, dEUS, Donavon Frankenreiter, Duels, Eagles of Death Metal, Elbow, Element of Crime, Everlaunch, Fettes Brot, Gnarls Barkley (Cancelled due to bad weather), Gods of Blitz, Gogol Bordello, Hard-Fi, Karamelo Santo, Klee, Lagwagon, Live, Mad Caddies, Mando Diao, Manu Chao Radio Bemba Sound System, Maxïmo Park, Nada Surf, Muse (Cancelled due to bad weather), Ohrbooten, The Weepies, The Pale, Panteón Rococó, Pete Blume, Photonensurfer, Pretty Girls Make Graves, Scissors For Lefty, Serena Maneesh, Seeed, She-Male Trouble, Shout Out Louds, Sigur Rós, Skin, Smoke Blow, The Brian Jonestown Massacre, The Cardigans, The Cooper Temple Clause, The Feeling, The Gossip, The Answer, The Hives, The Kooks, The Raconteurs, The Sounds, The Strokes, Tomte, Two Gallants, Voltaire, Wir sind Helden, Within Temptation (Cancelled due to bad weather), Zebrahead                                                                                   |
| 2007 | Aereogramme, The Arcade Fire, Beastie Boys, Bloc Party, The Blood Brothers, The Bravery, Bright Eyes, Bromheads Jacket, Cold War Kids, Deichkind, Dropkick Murphys, Editors, Five O’Clock Heroes, Frank Black, Dendemann, Die Fantastischen Vier, The Films, Fotos, The Good, The Bad & The Queen, The Hold Steady, Howling Bells, Incubus, Interpol, Isis, Johnossi, Juliette and the Licks, Karpatenhund, Kings of Leon, La Vela Puerca, Less Than Jake, Manic Street Preachers, Marilyn Manson, Me First and the Gimme Gimmes, Mutemath, Modest Mouse, Mogwai, Ohrbooten, Pearl Jam, Placebo, Porcupine Tree, Queens of the Stone Age, Snow Patrol, Sonic Youth, State Radio, Sugarplum Fairy, Super 700, Tokyo Police Club, Virginia Jetzt! |
| 2008 | Apoptygma Berzerk, Bat For Lashes, Beatsteaks, Biffy Clyro, Billy Talent, Black Rebel Motorcycle Club, Blackmail, British Sea Power, Calexico, Deichkind, Die Mannequin, Digitalism, Does It Offend You, Yeah?, Donots, Elbow, Enter Shikari, Flogging Molly, Foals, Foo Fighters, Jaguar Love, Jan Delay & Disko No 1, Jason Mraz, Jennifer Rostock, Kaiser Chiefs, Kettcar, Krieger, Maxïmo Park, Millencolin, Monster Magnet, Nada Surf, NOFX, Oceansize, Operator Please, Panic at the Disco, Panteón Rococó, Patrice Bart-Williams, Radiohead, Razorlight, Rise Against, Rodrigo y Gabriela, Shantel & Bucovina Club Orkestar, Sigur Rós, Slut, Tegan and Sara, The Beautiful Girls, The Chemical Brothers, The Cribs, The Enemy, The (International) Noise Conspiracy, The Kooks, The Pigeon Detectives, The Notwist, The Subways, The Weakerthans, The Wombats, Tocotronic, Turbostaat en Xavier Rudd.\|- |
| 2009 | Anti-Flag, Auletta, Ben Harper and Relentless7, Blood Red Shoes, Bosse, Brand New, Clueso, Culcha Candela, Datarock, Dendemann, Die Ärzte, Die Fischer, Disturbed, Duffy, Eagles of Death Metal, Editors, Eskimo Joe, Everlaunch, Faith No More, Fettes Brot, Fleet Foxes, Frank Turner, Franz Ferdinand, Friendly Fires, Get Well Soon, Glasvegas, Gogol Bordello, Johnossi, Joshua Radin, Just Jack, Karamelo Santo, Katy Perry, Keane, Kings of Leon, Kraftwerk, Ladyhawke, Less Than Jake, Lily Allen, Lovedrug, Lykke Li, Moby, Nick Cave and The Bad Seeds, Nine Inch Nails, Nneka, No Use for a Name, Paolo Nutini, Pixies, Portugal. The Man, Silversun Pickups, Ska-P, Social Distortion, The Alexandria Quartet, The Asteroids Galaxy Tour, The Dø, The Gaslight Anthem, The Horrors, The Living End, The Mars Volta, The Rakes, The Sounds, The Ting Tings, The Whip, The Wombats sowie Tomte. |
| 2010 | Alberta Cross, Archive, Ash, Band of Skulls, Beatsteaks, Biffy Clyro, Bigelf, Billy Talent, Bonaparte, Boys Noize, Bratze, Charlie Winston, Coheed & Cambria, Cosmo Jarvis, Cymbals Eat Guitars, Danko Jones, Deftones, Deichkind, Dendemann, Does It Offend You, Yeah?, Donots, Dropkick Murphys, Element Of Crime, Enter Shikari, Erol Alkan1, Faithless, Florence and the Machine, FM Belfast, Frank Turner, Frittenbude1, Good Shoes, HORSE the Band, Hot Water Music, Ignite, Jack Johnson, Jennifer Rostock, K's Choice, Kap Bambino, Kashmir, Katzenjammer, La Roux, LaBrassBanda, LCD Soundsystem, Local Natives, Madsen, Mando Diao, Marina and the Diamonds, Massive Attack, Moneybrother, Mr. Oizo, Paramore, Phoenix, Porcupine Tree, Revolverheld, Shout Out Louds, Skindred, Skunk Anansie, Stone Temple Pilots, Tegan and Sara, The Blackout, The Bloody Beetroots Deathcrew 77, The Gaslight Anthem, The Get Up Kids, The Hold Steady, The Prodigy, The Specials, The Strokes, The Temper Trap, The xx, Timid Tiger, Turbostaat, Two Door Cinema Club, Vampire Weekend, We Are Scientists, White Lies en Zebrahead              |
| 2011 | Foo Fighters, Incubus, Arcade Fire, The Chemical Brothers, Portishead, Arctic Monkeys, Kaiser Chiefs, My Chemical Romance, Clueso, The Hives, Suede, Kasabian, The Subways, Gogol Bordello, Flogging Molly, Elbow, The Wombats, Jimmy Eat World, Sublime With Rome, Two Door Cinema Club, Boysetsfire, Monster Magnet, The Kills, Lykke Li, Selig), Kashmir, Glasvegas, Band of Horses, The Sounds, Bright Eyes, Sum 41, All Time Low, Klaxons, Eels, Kaizers Orchestra, Sick of It All, Parkway Drive, William Fitzsimmons, Blood Red Shoes, Jupiter Jones, I Blame Coco, Irie Révoltés, Young Rebel Set, I Am Kloot, Friendly Fires, Darwin Deez, Comeback Kid, Converge, The Asteroids Galaxy Tour, Portugal. The Man, Warpaint, The Vaccines1, An Horse, British Sea Power, Sick Puppies, Pulled Apart By Horses, Kvelertak, You Me at Six, Brother, Tame Impala, Cloud Control, Miles Kane, Yoav, Everything Everything, Letlive, Tusq, Twin Atlantic, Pete & the Pirates, Wakey Wakey, Evaline, Artig, Digitalism, Crookers, Trentemøller, A-Trak, Hercules and Love Affair, Frittenbudee, Chase & Status, Crystal Fighters en Egotronic. |